# 周懋森古栈房
周懋森古栈房，位于中华人民共和国浙江省金华市兰溪市云山街道，是浙江省省级文物保护单位之一。
2017年1月19日，周懋森古栈房被列入第七批浙江省文物保护单位，该文物保护单位是一座古建筑。